# Sean Flynn
Sean Flynn (Edinburgh, 2 maart 2000) is een Schots wielrenner. In 2023 werd Flynn is de eerste Schotse renner die uitkwam op UCI World Tour-niveau.

## Carrière
Flynn reed eerder op de mountainbike en was nationaal kampioen in Schotland.
In 2021 maakt Flynn de overstap naar wielrennen en reed hij in het opleidingsteam van het Nederlandse SEG Racing Academy. Het jaar daarna reed hij voor Swiss Racing Academy. Een etappezege bij de Istrian Spring Trophy in maart 2022 was de eerste overwinning in zijn carrière. Eind 2022 tekende hij een tweejarig contract bij Team DSM en hij maakte in 2023 zijn profdebuut.

## Overwinningen
2023
1e etappe Ronde van Spanje (ploegentijdrit)

### Resultaten in voornaamste wedstrijden
| Jaar | Ronde van Italië | Ronde van Frankrijk | Ronde van Spanje |
| ---- | ---------------- | ------------------- | ---------------- |
| 2023 |                  |                     | 116e             |
| 2024 |                  |                     |                  |
| 2025 |                  | 134e                |                  |

| Jaar | Milaan-San Remo | Gent-Wevelgem | Ronde van Vlaanderen | Parijs-Roubaix | Amstel Gold Race | Luik-Bast.‑Luik | Strade Bianche | Waalse Pijl |
| ---- | --------------- | ------------- | -------------------- | -------------- | ---------------- | --------------- | -------------- | ----------- |
| 2023 |                 | opgave        |                      |                | opgave           | opgave          | 92e            | opgave      |
| 2024 |                 |               |                      |                |                  |                 |                |             |
| 2025 | 93e             | 74e           | 74e                  | 106e           | opgave           |                 |                |             |

## Ploegen
- 2021 –  SEG Racing Academy
- 2022 –  Swiss Racing Academy
- 2023 –  Team dsm-firmenich[a]
- 2024 –  Team dsm-firmenich PostNL
- 2025 –  Team Picnic PostNL

## Privé
Sean Flynn is de broer van de Schotse mountainbiker Anna Flynn.
Andresen · Bardet · Bevin · Bittner · Brenner · Combaud · Dainese · Degenkolb · Dinham · Edmondson · Eekhoff · Hamilton · Heinschke · Hvideberg · Leknessund · Markl · Mayrhofer · Milesi · Naberman · Onley · Poole · Rodenberg · Stork · Tusveld · van Uden · Vandenabeele · Vanhoucke (tot 14/8) · Vermaerke · Welsford
Andresen · Bardet · Barguil · Van den Berg · Bevin · Bittner · Van den Broek · Combaud · Degenkolb · Dinham · Eddy · Edmondson · Eekhoff · Hamilton · Jakobsen · Leemreize · Leijnse · Liepiņš · Märkl · Naberman · Onley · Poole · Roosen · Tusveld · van Uden · Vermaerke · Welten · Koerdt (stagiair)